# Turkey Creek (Arizona)
Turkey Creek est une census-designated place du comté de Navajo, dans l'État de l'Arizona, aux États-Unis. En 2020, elle compte une population de 377 habitants.